# Giorgi Kiknadze

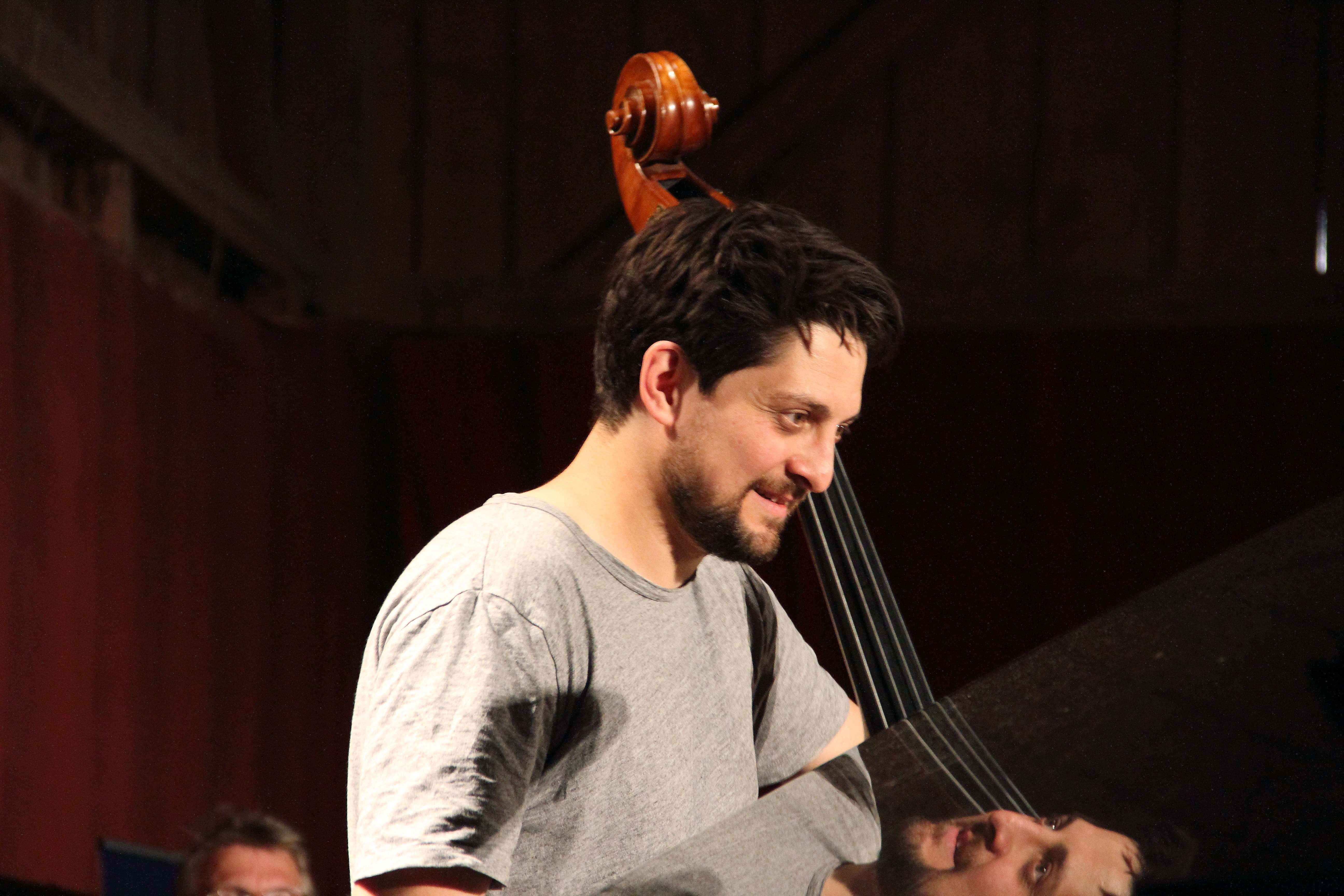
Giorgi Kiknadze (INNtöne Jazzfestival 2018)

Giorgi Kiknadze (* 17. Juni 1982 in Tiflis, Georgische Sozialistische Sowjetrepublik) ist ein deutscher Jazzmusiker (Kontrabass).

## Leben und Wirken
Kiknadze stammt aus einer georgischen Musikerfamilie; der Vater, Saxophonist und Komponist Reso Kiknadze, und der Onkel sorgten früh für seine musikalische Unterweisung. Zunächst spielte er Cello, Gitarre und Klavier. 1991 wanderte er mit seiner Familie nach Lübeck aus. Dort machte er 2002 sein Abitur und begann im selben Jahr sein Studium als Jazzinterpret an der Hochschule für Musik und Theater Hamburg bei Lucas Lindholm, welches er erfolgreich abschloss.
Kiknadze leitet sein eigenes, bereits 2014 entstandenes Quartett mit Frank Delle, Lukas Klapp und Konrad Ullrich, mit dem das Album paysage entstanden ist (Unit Records 2019), sowie sein Trio mit Rainer Böhm und Konrad Ullrich, mit dem er Musik aus Georgien interpretiert. Mit Adrian Hanack, Silvan Strauss, Sven Kerschek und Lukas Klapp bildete er die Formation H.S.K.K.K., die Stücke von David Bowie interpretiert. 2018 tourte er im Quartett von Anna-Lena Schnabel. Auch gehörte er zu Gabriel Coburgers Pocket Band, zur Band von Heiko Fischer und zu den Blue Spoons. Weiterhin spielte er mit Musikern wie Till Brönner, Gary Thomas, Ziv Ravitz, Florian Weber, Christian Lillinger, John Schröder, Claus Stötter, Sebastian Gille, Giovanni Weiss, Philipp Gropper, Bernard Fichtner, Sophia Oster, Bettina Russmann, Wanja Slavin oder Tigran Tatevosyan.
Kiknadze wurde mit dem mit 5.000 Euro dotierten Werner Burkhardt Preis 2020 der Hamburgischen Kulturstiftung ausgezeichnet.